# Florentine von Castell
Florentine von Castell, auch Florentine Castell, (* 18. Mai 1939 in Berlin) ist eine deutsche Kinderdarstellerin, Schauspielerin und Hörspielsprecherin.

## Filmographie (Auswahl)
- 1953: Vati macht Dummheiten
- 1957: Frauenarzt Dr. Bertram
- 1958: Das Mädchen Rosemarie
- 1958: Ihr 106. Geburtstag
- 1958: Piefke, der Schrecken der Kompanie
- 1959: Unser Wunderland bei Nacht
- 1960: Der liebe Augustin
- 1961: Reisebüro der kleinen Wünsche
- 1963: Höchste Eisenbahn

## Hörspiele (Auswahl)
- 1959: Willy Purucker: Das Quartett (Inge) – Regie: Rolf von Goth (Original-Hörspiel – SFB)
- 1960: Johannes Hendrich: Oh mein Star (Mädchenstimme) – Regie: Hans Drechsel (Originalhörspiel – SFB)
- 1960: Peter Rosinski: Die Rettung  (Michéle, Charlies Freundin) – Regie: Rolf von Goth (Hörspiel – SFB)
- 1961: Gertrud Schild: Mensch ohne Namen. Ein Erlebnisbericht – Regie: Hanns Korngiebel (Dokumentarhörspiel – RIAS Berlin)
- 1961: Ranko Marinković: Die Umarmung (Gina) – Regie: Hans Lietzau (Hörspielbearbeitung – RIAS Berlin)
- 1962: Georg Zivier: Dem deutschen Volke – Der Reichstag – Regie: Hermann Schindler (Hörbild, Originaltonhörspiel – RIAS Berlin)
- 1963: Hans Rothe: Bisamrücken nach Büroschluß – Regie: Wolfgang Spier (Hörspiel – RIAS Berlin)
- 1963:Rolf Goetze: Untern Linden, untern Linden. Aus der Geschichte einer einstmals großen Straße – Regie: Alexander Pestel (Hörspiel – RIAS Berlin)

Quelle: ARD-Hörspieldatenbank, dort geführt als Florentine Castell